# Sinomimovelleda dentihumeralis
Sinomimovelleda dentihumeralis är en skalbaggsart som beskrevs av Fernando Chiang 1963. Sinomimovelleda dentihumeralis ingår i släktet Sinomimovelleda och familjen långhorningar. Inga underarter finns listade i Catalogue of Life.